# فرناندو ناوارو (فیلم‌نامه‌نویس)
فرناندو ناوارو (اسپانیایی: Fernando Navarro‎؛ زادهٔ ۱۹۸۰) فیلم‌نامه‌نویس و منتقد موسیقی اهل اسپانیا است. وی دو مرتبه نامزد دریافت جایزه گویا بوده‌است.
از فیلم‌هایی که وی در آن‌ها نقش داشته‌است، می‌توان به تورو، زمان جاسوسی، ورونیکا و زیر صفر اشاره نمود.